# 노미즈 이오리
노미즈 이오리(野水 伊織, のみず いおり) (1985년 10월 18일 - )는 일본의 여성 아티스트, 탤런트, 가수, 작사가, 성우이다. 프로덕션 에이스 소속. 군마현 태생에 홋카이도 삿포로시에서 성장.

## 인물 ・ 내력
2005년 7월부터 방송된 후지TV 계열 드라마 《전차남》시리즈에, A채널 게시판 거주자의 안경소녀 코스플레이어, ‘카가미 모에’ 역으로서 고정출연하여 전국적으로 지명도를 올린다. 또 PS2 《소녀의경전이(少女義経伝 弐)~각을 넘는 인연∼》이나 착신음성 등의 휴대전화 컨텐츠 등에도 출연한다.
2005년 12월 21일에 KNS Entertainment(판매:에이벡스 마케팅 커뮤니케이션 주식회사)에서 CD앨범 《Alice of…》 발매.
2006년 6월, TBS계의 드라마 《아키하바라@DEEP》에 고정출연.
2007년 10월부터 프리랜서가 되어 작사나 작곡의 제공, 소설의 집필 등 아티스트로서 활동을 실시한다.
2009년, 프로덕션 에이스에 소속됨. 소속 후 첫 일은 《애니송★카페 유메가오카》(tvk)에 레귤러로서 출연.
2009년 6월 27일, 도쿄에서 개최된 《tvk 애니메이션 축제 2009》에 출연해, 2009년 가을 애니메이션 《하늘의 유실물》의 님프 역, 2010년 겨울 애니메이션 《수호천사 히마리》의 쿠자키 린코 역으로 노미즈 이오리가 메인 캐스트로서 발표되었다.
2010년 5월 14~17일에, 중국에서 개최되는 《중국 국제 뉴미디어제》에서 라이브를 중심으로 한 이벤트를 실시하는 것이 발표되었다.
2010년 10월 9일, 2011년 겨울 방송 예정인 텔레비전 애니메이션 《이것은 좀비입니까?》의 히로인(하루나) 역을 연기하는 노미즈 이오리가, 아티스트 예명인 ‘노미즈 이오리(野水いおり)’로서 오프닝 주제가를 노래하는 것이 발표되었다.

## 에피소드
《하늘의 유실물》의 님프 역으로 성우 데뷔를 했지만 《수호천사 히마리》의 1화 제작이 꽤 빨랐기 때문에, 우연히도 님프가 등장하는 《하늘의 유실물》 제6화의 애프터레코딩을 하고, 같은 날 몇 시간 후에 쿠자키 린코 역의 애프터레코딩을 했다.
애니★유메 세컨드 시즌의 3시간째(2010년 1월 30일)의 라스트에 노미즈 쿄우스케라고 하는 쌍둥이 오빠가 등장하여 관객을 놀랬다. 그리고 그 미모로 출연자나 관객으로부터 코우사카에게 성대한 러브콜이 일어났다. 코우사카는 노미즈 이오리 본인이 남장한 모습이라고 하는 설도 있지만, 남매 투샷 화상을 블로그에서 공개하고 있어 아직도 수수께끼인 채이다.
2010년 2월 11일에 개최된 노미즈 이오리 첫 솔로 이벤트 《린코의 유실물~노미즈 이오리 나이트~》에서 정원의 2배 이상인 150명 이상의 팬이 모여 이벤트가 행해져 게이머즈 본점의 8층에서 1층까지의 계단, 그리고 밖까지 추첨을 하기 위한 행렬이 생겼다. 추정 100명 미만의 팬은 추첨에 떨어져 입장하지 못했다. 그 후, 자신의 2월 12일의 블로그에 감사의 기분을 표시하고 들어오지 못했던 분에게 상냥한 팔로우를 하고 있다.

## 프로필
- 신장 : 150 cm (7호)
- 신발 사이즈 : 22cm
- 혈액형 : A형
- 자격 : 일본 한자 능력 검정 준2급
- 특기 : 작사. 작곡. 국어. 한자. 문장 쓰기. 요리(특히 과자 만들기)
- 취미 : 각본이나 소설, 하이쿠 쓰기. 노래하기. 독서. 게임. 천연석을 사용한 소품이나 액세서리 만들기. 고토치키티(헬로키티 팬시의 일종) 수집
- 소속 : 프로덕션 에이스

## 출연작품
※ 굵은 글씨는 주역, 히로인, 메인 캐릭터

### TV 애니메이션
2009년
- 스즈미야 하루히의 우울(2009년판) (여자초등학생)
- 하늘의 유실물 (님프)

2010년
- 놀러갈게! (안토니아, 루로스)
- 수호천사 히마리(쿠자키 린코)
- 하늘의 유실물 포르테 (님프)

2011년
- 이것은 좀비입니까? (하루나)
- 언젠가 천마의 검은 토끼 (안도 미라이)
- 마켄키! (쿠시야 이나호)
- R-15 (베니 바탄)
- 데드맨 원더랜드 (타가미 미나츠키)

2012년
- 에비텐 공립 에비스가와 고교 천민부 (엘리자베스 마가렛)
- 윤회의 라그랑제 Flower declaration of your heart (이가라시 쇼코)
- 우폿테!! (훈코)
- 윤회의 라그랑제 (엘리자베스 마가렛)
- 이것은 좀비입니까? OF THE DEAD (하루나)

2013년
- 문제아들이 이세계에서 온다는 모양인데요? (쿠로 우사기)
- DATE A LIVE (요시노)
- 블러드 래드 ('야나기 후유미')
- 어떤 과학의 초전자포S (페브리)
- 문제아들이 이세계에서 온다는 모양인데요? 2 (쿠로 우사기)

2020년
- 무효와 로지의 마법률상담사무소 (타케노우치 나나)

### OVA
2010년
- 하늘의 유실물 (님프)

2011년
- 베이비 프린세스 3d 파라다이스 0(러브) (소라)

### 극장판
2011년
- 극장판 하늘의 유실물 시계태엽의 엔젤로이드 (님프)

### TV 드라마
2005년
- 전차남 (카가미 모에)
- 전차남 또 하나의 최종회SP 〈전차남VS기타남!〉 (카가미 모에)

2006년
- 아키하바라@DEEP (스우땅)
- 탐정 A~Private eye NATSUHI~ (나츠히)
- 전차남 〈신춘 오타쿠 역전〉(카가미 모에)
- 전차남 전차남 스페셜 마지막 성전(카가미 모에)

### 게임
블레이 블루 CT (세리카 A. 머큐리)

## 음악CD
- 미라클★드롭스(본인명의)
- Alice of…(에이벡스 마케팅 커뮤니케이션즈 유한회사 KNS Entertainment(본인명의))
- 하늘의 유실물 엔딩 테마 컬렉션 (2009년 12월 29일 TV 애니메이션 하늘의 유실물 엔딩 테마)
  - ED테마 Ver5.0 〈여름빛 낸시〉(夏色のナンシー) (님프)
  - ED테마 Ver6.0 〈뒤돌아보지 않는 그대는 아름답다〉(ふりむくな君は美しい) (님프 외)
  - ED테마 Ver12 〈첫 봄바람〉(春一番) (님프&이카로스&미츠키 소하라)
- BEAM my BEAM (쿠자키 린코) (2010년 2월 24일 TV애니메이션 수호천사 히마리 엔딩 테마)
- 하늘의 유실물 캐릭터송 앨범 ~하늘의 음악제~ (2010년 3월 10일)
  - 〈용서해줘 sweet heart〉 (님프)
- 수호천사 히마리 고양이도 국자도 캐릭터송 앨범
  - 드라마와 〈BEAM my BEAM〉 솔로버전 (쿠자키 린코)
- 하늘의 유실물 포르테 프레젠트 하늘의 소녀TAI♪
  - 하늘의 소녀TAI♪ (노미즈 이오리, 후쿠하라 카오리, 미나, 오오가메 아스카) 〈천사의 윙크〉(天使のウインク), 〈이상한 Tokyo 신데렐라〉(不思議Tokyoシンデレラ), 〈저릿저릿하게 해줘〉(じんじんさせて)